# Championnat de France féminin de handball 2021-2022
Navigation
2020-2021 2022-2023
| \| Issy/Paris Celles/B. Metz Toulon Besançon Fleury-les-A. Nantes Dijon Nice Brest Chambray Mérignac Bourg-de-Péage Plan-de-Cuques \| Localisation des clubs engagés dans le championnat. · En rouge, le champion. |
| Issy/Paris Celles/B. Metz Toulon Besançon Fleury-les-A. Nantes Dijon Nice Brest Chambray Mérignac Bourg-de-Péage Plan-de-Cuques                                                                                    |

La saison 2021-2022 de Ligue Butagaz Énergie est la soixante-onzième édition du Championnat de France féminin de handball et la troisième sous la dénomination de « Ligue Butagaz Énergie ». 
Il s'agit du premier niveau du handball féminin français. Cette compétition oppose les quatorze meilleures équipes françaises professionnelles pendant une saison régulière, en match aller-retour, et une finale en matchs aller-retour entre les deux premiers pour conclure la saison.
Le Metz Handball remporte son vingt-quatrième titre de champion de France en battant le Brest Bretagne Handball en finale. Le CJF Fleury Loiret Handball est relégué en Division 2 à l'issue de la saison, après 19 saisons en Division 1.

## Présentation

### Formule de la compétition
Le championnat Ligue Butagaz Énergie (LBE) compte au maximum quatorze clubs : les treize premiers clubs de la saison précédente (2020-2021), ainsi que le club VAP le mieux classé à l’issue du Championnat de Division 2 Féminine (D2F), promu.
Il comprend une seule phase organisée sous forme de matches aller-retour entre les 14 clubs (26 journées) à laquelle s’ajoute une finale pour les clubs classés premier et deuxième à l’issue de cette phase.
La finale du championnat se joue sous forme d’un match « aller-retour », le match retour se tenant sur le terrain du club classé premier du championnat. Le vainqueur de ces deux oppositions est déclaré « Champion de France Ligue Butagaz Énergie ». 

### Clubs participants
Légende des couleurs
- Participant à la Ligue des champions
- Participant à la Ligue européenne
- Promu de deuxième division

| Club                              | En LFH depuis | 2020-2021 | Entraîneur                      | Depuis       | Salle                                                        | Capacité théorique | Source |
| --------------------------------- | ------------- | --------- | ------------------------------- | ------------ | ------------------------------------------------------------ | ------------------ | ------ |
| Brest Bretagne Handball           | 2016          | 1er       | Pablo Morel                     | 2021         | Brest Arena                                                  | 4 200              | [ 2 ]  |
| Metz Handball                     | 1987          | 2e        | Emmanuel Mayonnade              | 2016         | Palais omnisports Les Arènes                                 | 4 500              | [ 3 ]  |
| Entente sportive Besançon féminin | 2015          | 3e        | Sébastien Mizoule               | 2021         | Palais des sports Ghani-Yalouz                               | 3 380              | [ 4 ]  |
| Chambray Touraine Handball        | 2016          | 4e        | Jérôme Delarue                  | 2019         | Gymnase de la Fontaine Blanche Complexe sportif Guy Drut     | 700 1 400          | [ 5 ]  |
| Neptunes de Nantes                | 2013          | 5e        | Guillaume Saurina Helle Thomsen | 2020 02/2022 | Complexe sportif Mangin-Beaulieu                             | 2 500              | [ 6 ]  |
| Paris 92                          | 2010          | 6e        | Yacine Messaoudi                | 2019         | Salle Robert Charpentier Stade Pierre-de-Coubertin           | 1 800 4 000        | [ 7 ]  |
| OGC Nice Côte d'Azur Handball     | 2012          | 7e        | Marjan Kolev                    | 2016         | Halle des sports Charles-Ehrmann                             | 1 450              | [ 8 ]  |
| Bourg-de-Péage Drôme Handball     | 2017          | 8e        | Camille Comte                   | 2015         | Complexe Vercors                                             | 1 500              | [ 9 ]  |
| Fleury Loiret Handball            | 2003          | 9e        | Christophe Cassan               | 2016         | Halle des sports Jacques Mazzuca Palais des sports d'Orléans | 1 132 2 738        | [ 10 ] |
| Jeanne d'Arc Dijon Handball       | 2014          | 10e       | Christophe Mazel                | 2019         | Palais des sports Jean-Michel-Geoffroy                       | 3 300              | [ 11 ] |
| Toulon Métropole Var Handball     | 2008          | 11e       | Stéphane Plantin                | 02/2021      | Palais des sports Jauréguiberry                              | 4 400              | [ 12 ] |
| Handball Plan-de-Cuques           | 2020          | 12e       | Angélique Spincer               | 2020         | Complexe Sportif des Ambrosis                                | 500                | [ 13 ] |
| Mérignac Handball                 | 2019          | 13e       | Christophe Chagnard             | 09/2020      | Salle Pierre-de-Coubertin                                    | 500                | [ 14 ] |
| Handball Club Celles-sur-Belle    | 2021          | 1er (D2)  | Thierry Vincent                 | 2017         | Parc de la Boissière                                         | 1300               | [ 15 ] |

### Équipementiers
| Équipementier  | Équipe               | Période                                 | Source |
| -------------- | -------------------- | --------------------------------------- | ------ |
| Craft          | Brest Bretagne       | 2020/07 – 2023                          | [ 16 ] |
| Craft          | Mérignac Handball    | 2019/08 –                               | [ 17 ] |
| Craft          | Neptunes de Nantes   | 2020/07 – 2024                          | [ 18 ] |
| Erreà          | JDA Dijon            | 2018/07 –                               |        |
| Hummel         | OGC Nice             | 2020/09 (2021/08 officiellement) – 2023 | ,      |
| Hummel         | Toulon MV HB         | 2021/07 – 2024                          | ,      |
| Kappa          | Chambray THB         | 2010/09 –                               | [ 24 ] |
| Kappa          | Fleury Loiret        | 2012/07 –                               | [ 25 ] |
| Kempa          | Bourg-de-Péage DHB   | 2017/08 – 2022/07                       | ,      |
| Kempa          | HBC Celles-sur-Belle | 2016/09 – 2025                          | [ 28 ] |
| Kempa          | Metz Handball        | 2011/07 –                               |        |
| Le Coq sportif | ES Besançon          | 2021/07 – 2024                          | [ 29 ] |
| Le Coq sportif | Paris 92             | 2020/06 – 2024                          | ,      |
| Select         | HBC Plan-de-Cuques   | 2020/07 – 2022/07                       | ,      |

## Compétition

### Classement de la saison régulière
|    | Équipe                        | Pts   | J  | G  | N | P  | Bp  | Bc  | Diff |
| -- | ----------------------------- | ----- | -- | -- | - | -- | --- | --- | ---- |
| 1  | Metz Handball                 | 78    | 26 | 26 | 0 | 0  | 845 | 582 | 263  |
| 2  | Brest Bretagne Handball T     | 68    | 26 | 21 | 0 | 5  | 805 | 659 | 146  |
| 3  | Paris 92                      | 63    | 26 | 18 | 1 | 7  | 653 | 590 | 63   |
| 4  | ES Besançon                   | 61    | 26 | 17 | 1 | 8  | 739 | 684 | 55   |
| 5  | Neptunes de Nantes            | 58    | 26 | 16 | 0 | 10 | 744 | 716 | 28   |
| 6  | Chambray Touraine Handball    | 53    | 26 | 12 | 3 | 11 | 704 | 687 | 17   |
| 7  | OGC Nice CA                   | 51    | 26 | 11 | 3 | 12 | 641 | 674 | -33  |
| 8  | Jeanne d'Arc Dijon Handball   | 47    | 26 | 10 | 1 | 15 | 646 | 666 | -20  |
| 9  | Bourg-de-Péage Drôme Handball | 43-18 | 26 | 17 | 1 | 8  | 731 | 713 | 18   |
| 10 | Mérignac Handball             | 42    | 26 | 6  | 4 | 16 | 668 | 725 | -57  |
| 11 | Toulon Métropole Var Handball | 42    | 26 | 8  | 0 | 18 | 608 | 710 | -102 |
| 12 | Handball Plan-de-Cuques       | 38    | 26 | 5  | 2 | 19 | 612 | 740 | -128 |
| 13 | HBC Celles-sur-Belle P        | 34    | 26 | 3  | 2 | 21 | 637 | 769 | -132 |
| 14 | CJF Fleury Loiret Handball    | 32    | 26 | 3  | 0 | 23 | 620 | 738 | -118 |

Légende
- Qualifié pour la finale
- Relégué en Division 2
- T : tenant du titre 2021
- P : promu de D2 en début de saison
- C : vainqueur de la Coupe de France
- -N : Points de pénalité

Sources
- handlfh.org
- handnews.fr
- handzone.net

### Résultats de la saison régulière
| Résultats (dom.\ext.)                                      | Bes   | BdP   | Bres  | Cel   | Cham  | Dij   | Fleu  | Mér   | Metz  | Nant  | Nice  | Par.  | Plan  | Toul  |
| ES Besançon                                                |       | 23-24 | 30-24 | 37-23 | 32-28 | 25-24 | 21-25 | 21-20 | 28-34 | 34-30 | 25-21 | 25-26 | 29-20 | 33-24 |
| Bourg-de-Péage DHB                                         | 28-27 |       | 37-31 | 38-29 | 28-34 | 26-24 | 27-24 | 29-26 | 23-30 | 30-34 | 28-25 | 23-23 | 29-26 | 34-20 |
| Brest Bretagne Handball T C                                | 34-35 | 35-20 |       | 28-23 | 32-24 | 30-28 | 33-27 | 33-24 | 12-24 | 32-24 | 34-25 | 26-19 | 36-23 | 37-21 |
| Celles-sur-Belle P                                         | 23-28 | 28-29 | 25-38 |       | 24-26 | 22-32 | 33-30 | 26-30 | 19-33 | 28-25 | 26-27 | 18-20 | 26-27 | 20-19 |
| Chambray Touraine Handball                                 | 25-26 | 33-27 | 28-33 | 25-25 |       | 25-23 | 31-22 | 33-26 | 23-30 | 32-31 | 24-24 | 25-27 | 30-22 | 27-29 |
| JDA Dijon                                                  | 31-33 | 27-35 | 20-30 | 24-22 | 26-29 |       | 26-19 | 28-23 | 22-25 | 28-29 | 22-25 | 19-24 | 27-20 | 27-25 |
| CJF Fleury Loiret                                          | 28-38 | 23-26 | 20-30 | 31-30 | 23-26 | 24-26 |       | 20-25 | 21-35 | 26-31 | 23-25 | 21-26 | 29-31 | 22-23 |
| Mérignac Handball                                          | 29-30 | 33-31 | 24-30 | 24-24 | 27-27 | 26-26 | 23-27 |       | 25-38 | 30-31 | 25-25 | 23-30 | 29-22 | 30-25 |
| Metz Handball                                              | 33-24 | 27-22 | 31-24 | 38-23 | 31-23 | 25-17 | 40-29 | 32-18 |       | 36-22 | 36-20 | 36-21 | 37-22 | 30-20 |
| Neptunes de Nantes                                         | 37-25 | 24-27 | 31-32 | 41-29 | 29-25 | 28-25 | 33-26 | 28-23 | 23-34 |       | 22-21 | 27-23 | 33-26 | 35-29 |
| OGC Nice CA HB                                             | 29-26 | 26-28 | 21-37 | 34-23 | 21-27 | 25-27 | 25-24 | 28-27 | 28-34 | 26-23 |       | 18-23 | 26-26 | 26-20 |
| Paris 92                                                   | 18-25 | 29-22 | 28-32 | 29-23 | 29-22 | 27-20 | 26-19 | 33-25 | 20-25 | 21-20 | 20-21 |       | 29-16 | 26-22 |
| Handball Plan-de-Cuques                                    | 28-28 | 26-30 | 23-33 | 32-25 | 15-29 | 23-24 | 22-18 | 24-30 | 28-35 | 24-26 | 21-27 | 16-27 |       | 26-29 |
| Toulon MVH                                                 | 18-31 | 26-30 | 24-29 | 24-20 | 26-24 | 21-23 | 26-19 | 24-23 | 25-36 | 24-27 | 24-23 | 21-29 | 19-23 |       |
| - Victoire à domicile - Match nul - Victoire à l'extérieur |       |       |       |       |       |       |       |       |       |       |       |       |       |       |

### Finale
La finale se joue en deux matchs :
| 26 mai 2022 19h00 CEST | Brest Bretagne Handball | 26 - 24   | Metz Handball      | Brest Arena Affluence : 4 111 Arbitrage : Titouan Picard et Pierre Vauchez |
| 26 mai 2022 19h00 CEST | Alicia Toublanc, 6      | (14 - 14) | Louise Burgaard, 5 | Brest Arena Affluence : 4 111 Arbitrage : Titouan Picard et Pierre Vauchez |
| 26 mai 2022 19h00 CEST | ×1 ×4                   | Live LFH  | ×3                 | Brest Arena Affluence : 4 111 Arbitrage : Titouan Picard et Pierre Vauchez |

| 29 mai 2022 15h15 CEST | Metz Handball   | 25 - 22   | Brest Bretagne Handball | Les Arènes Affluence : 4 205 Arbitrage : Yann Carmaux et Julien Mursch |
| 29 mai 2022 15h15 CEST | Orlane Kanor, 6 | (11 - 11) | Jenny Carlson, 6        | Les Arènes Affluence : 4 205 Arbitrage : Yann Carmaux et Julien Mursch |
| 29 mai 2022 15h15 CEST | ×1              | Live LFH  | ×1 ×4                   | Les Arènes Affluence : 4 205 Arbitrage : Yann Carmaux et Julien Mursch |

### Classement final
| Rang | Club                           | Commentaire                                           |
| ---- | ------------------------------ | ----------------------------------------------------- |
| 1    | Metz Handball                  | Champion de France et qualifié en Ligue des champions |
| 2    | Brest Bretagne Handball        | Invité en Ligue des champions                         |
| 3    | Paris 92                       | qualifié en Ligue européenne                          |
| 4    | ES Besançon                    | qualifié en Ligue européenne                          |
| 5    | Neptunes de Nantes             | qualifié en Ligue européenne                          |
| 6    | Chambray Touraine Handball     | -                                                     |
| 7    | OGC Nice CA                    | -                                                     |
| 8    | Jeanne d'Arc Dijon Handball    | -                                                     |
| 9    | Bourg-de-Péage Drôme Handball  | -                                                     |
| 10   | Mérignac Handball              | -                                                     |
| 11   | Toulon Métropole Var Handball  | -                                                     |
| 12   | Handball Plan-de-Cuques        | -                                                     |
| 13   | Handball Club Celles-sur-Belle | -                                                     |
| 14   | CJF Fleury Loiret Handball     | Relégué                                               |

## Statistiques

### Classement des buteuses
Après la saison régulière et la finale, les meilleures buteuses sont :
| Rang | Joueuse            | Club                          | Buts        | MJ        | BPM  |
| ---- | ------------------ | ----------------------------- | ----------- | --------- | ---- |
| 1    | Ehsan Abdelmalek   | OGC Nice Côte d'Azur Handball | 139         | 22        | 6,32 |
| 2    | Nathalie Hagman    | Neptunes de Nantes            | 133         | 25        | 5,32 |
| 3    | Marine Dupuis      | Toulon Métropole Var Handball | 131         | 25        | 5,24 |
| 4    | Sofia Deen (da)    | Bourg-de-Péage Drôme Handball | 129         | 26        | 4,96 |
| 5    | Marie-Hélène Sajka | Paris 92                      | 122         | 26        | 4,69 |
| 6    | Jovana Stoiljković | Chambray Touraine Handball    | 120         | 25        | 4,80 |
| 7    | Helene Fauske      | Brest Bretagne Handball       | 118 (115+3) | 27 (25+2) | 4,37 |
| 8    | Nadia Offendal     | Paris 92                      | 115         | 26        | 4,42 |
| 9    | Méline Nocandy     | Metz Handball                 | 112         | 24        | 4,67 |
| 10   | Alicia Toublanc    | Brest Bretagne Handball       | 110 (99+11) | 27 (25+2) | 4,07 |

## Récompenses individuelles et distinctions

### 7 Majeur de la semaine
Après chaque journée de championnat, l'Association des joueurs professionnels de handball (AJPH) désigne le 7 majeur de la semaine en association avec Les Sportives Magazine :

### Joueuse du mois
| Joueuse du mois |                                                   |                                                   |                                                   |
| Mois            | Joueuse                                           | Autres nommées                                    | Autres nommées                                    |
| Septembre       | Camille Depuiset (43 %, Bourg-de-Péage)           | Lara González (34 %, Paris 92)                    | Marine Dupuis (22 %, Toulon MV HB)                |
| Octobre         | Audrey Deroin (47 %, Mérignac HB)                 | Méline Nocandy (45 %, Metz Handball)              | Ćamila Mičijević (8 %, Metz Handball)             |
| Novembre        | Manon Houette (52 %, Bourg-de-Péage)              | Astride N'Gouan (30 %, Metz Handball)             | Marie-Hélène Sajka (19 %, Paris 92)               |
| Décembre        | non décerné du fait du Championnat du monde 2021. | non décerné du fait du Championnat du monde 2021. | non décerné du fait du Championnat du monde 2021. |
| Janvier         | Cléopâtre Darleux (43 %, Brest Bretagne Handball) | Lucie Granier (41 %, ES Besançon)                 | Pauletta Foppa (16 %, Brest Bretagne Handball)    |
| Février         | Helene Fauske (46 %, Brest Bretagne Handball)     | Déborah Lassource (38 %, Paris 92)                | Marine Dupuis (16 %, Toulon MV HB)                |
| Mars            | Sandra Toft (62 %, Brest Bretagne Handball)       | Sarah Bouktit (27 %, Metz Handball)               | Joana Da Costa (10 %, Celles-sur-Belle)           |
| Avril           | Ehsan Abdelmalek (55 %, OGC Nice)                 | Orlane Kanor (25 %, Metz Handball)                | Kiara Tshimanga (21 %, ES Besançon)               |
| Mai             | Alicia Toublanc (76 %, Brest Bretagne Handball)   | Louise Burgaard (17 %, Metz Handball)             | Orlane Kanor (7 %, Metz Handball)                 |

### Joueuse de l'année
La meilleure joueuse de l'année est désignée par vote du grand public parmi les 8 vainqueurs des Trophées du Mois, sur le site internet de la LFH du 24 au 29 mai.
C'est Ehsan Abdelmalek, la joueuse de l'OGC Nice, qui a été élue meilleure joueuse de la saison 2021-22. Meilleure buteuse du championnat avec 143 buts, la demi-centre égyptienne récolte 36% des votes des internautes et devance sur le podium Cléopâtre Darleux (22%) et Camille Depuiset (12%) :
| Joueuse de l'année |                   |                         |                                                                   |                   |
| Rang               | Joueuse           | Club                    | Statistiques de la saison                                         | Votes             |
| 1                  | Ehsan Abdelmalek  | OGC Nice                | 143 buts dont 45 jets de 7m (6,5 buts/match), 22 matchs joués     | 36 % (2408 votes) |
| 2                  | Cléopâtre Darleux | Brest Bretagne Handball | 121 arrêts dont 7 jets de 7m (34,8 % d'arrêts en moyenne), 20 MJ  | 22 % (1506 votes) |
| 3                  | Camille Depuiset  | Bourg-de-Péage          | 312 arrêts dont 19 jets de 7m (32,1 % d'arrêts en moyenne), 26 MJ | 12 % (808 votes)  |
| 4                  | Manon Houette     | Bourg-de-Péage          | 69 buts dont 0 jet de 7m (3,1 buts/match), 22 MJ                  | 8,8 % (593 votes) |
| 5                  | Alicia Toublanc   | Brest Bretagne Handball | 100 buts dont 41 jets de 7m (4,1 buts/match), 24 MJ               | 7,7 % (516 votes) |
| 6                  | Audrey Deroin     | Mérignac Handball       | 105 buts dont 45 jets de 7m (5,8 buts/match), 18 MJ               | 4,9 % (327 votes) |
| 7                  | Helene Fauske     | Brest Bretagne Handball | 114 buts dont 19 jets de 7m (4,5 buts/match), 25 MJ               | 4,6 % (305 votes) |
| 8                  | Sandra Toft       | Brest Bretagne Handball | 147 arrêts dont 13 jets de 7m (37,8 % d'arrêts en moyenne), 22 MJ | 3,6 % (240 votes) |

### Meilleur entraîneur de la saison
Comme depuis la saison 2008-2009, le trophée du meilleur entraîneur de la saison est également décerné et revient pour la sixième fois à Emmanuel Mayonnade :
| Joueuse de l'année |                    |                         |                  |
| Rang               | Entraîneur         | Club                    | Votes            |
| 1                  | Emmanuel Mayonnade | Metz Handball           | 42 %, 2010 votes |
| 2                  | Pablo Morel        | Brest Bretagne Handball | 38 %, 1818 votes |
| 3                  | Sébastien Mizoule  | ES Besançon Féminin     | 13 %, 602 votes  |
| 4                  | Yacine Messaoudi   | Paris 92                | 7 %, 349 votes   |

## Clubs engagés en Coupe d'Europe

### Ligue des champions
Deux clubs participent à la Ligue des champions : le Brest Bretagne Handball en tant que premier représentant du championnat et le Metz Handball, retenu sur dossier (Wild-Card). 

### Ligue européenne
Quatre clubs participent à la Ligue européenne  : les Neptunes de Nantes tenant en titre, l' ES Besançon et Chambray Touraine entrent au deuxième tour tandis que le Paris 92, retenu sur dossier, doit passer par le premier tour. Le Paris 92 est éliminé pendant ce premier tour des phases de qualification alors que les trois autres clubs parviennent à atteindre les phases de groupe. Les Neptunes de Nantes et Chambray Touraine terminent troisième de leur groupe respectif et se font donc éliminer. L' ES Besançon termine deuxième de son groupe.
Le parcours de l'ES Besançon se termine en quarts de finale contre le SG BBM Bietigheim, club qui finira par gagner la ligue européenne 2021-2022.

## Bilan de la saison
| Tableau d'honneur de la saison 2021-2022 |                            |                                   |
| Compétition                              | Vainqueurs                 | Commentaire                       |
| Championnat de France                    | Metz Handball              | 24e titre                         |
| Coupe de France                          | Metz Handball              | 10e titre                         |
| Bilan en coupes d'Europe 2021-2022       |                            |                                   |
| Compétition                              | Engagés                    | Commentaire                       |
| Ligue des champions                      | Metz Handball              | 3e place                          |
| Ligue des champions                      | Brest Bretagne Handball    | 1/4 de finale                     |
| Ligue européenne                         | ES Besançon                | 1/4 de finale                     |
| Ligue européenne                         | Neptunes de Nantes         | Phase de groupes                  |
| Ligue européenne                         | Chambray Touraine          | Phase de groupes                  |
| Ligue européenne                         | Paris 92                   | 1er tour qualificatif             |
| Qualifications européennes 2022-2023     |                            |                                   |
| Compétition                              | Qualifiés                  | Commentaire                       |
| Ligue des champions                      | Metz Handball              | Champion de France                |
| Ligue des champions                      | Brest Bretagne Handball    | 2e du championnat                 |
| Ligue européenne                         | Paris 92                   | 3e du championnat                 |
| Ligue européenne                         | ES Besançon                | 4e du championnat                 |
| Ligue européenne                         | Neptunes de Nantes         | 5e du championnat                 |
| Ligue européenne                         | Chambray Touraine          | 6e du championnat                 |
| Promotions et relégations                |                            |                                   |
| Relégué en Division 2                    | CJF Fleury Loiret Handball | Relégation après 19 saisons en D1 |
| Promu de Division 2                      | Saint-Amand Handball       | Champion de France de D2          |

## Diffusions TV et internet
- Sport en France - site internet
  - Diffuseur TV officiel de la Ligue Butagaz Énergie. Il ne diffuse pas tous les matchs.
  - Chaîne de télévision du Comité national olympique et sportif français (CNOSF)
- MyChainTV
- France 3 Régions
- Mistral TV (diffuse des matchs à domicile de Bourg-de-Péage Drôme Handball) - site internet
- Moselle TV (diffuse des matchs à domicile de Metz Handball) - site internet
- Tébéo TV (diffuse des matchs à domicile du Brest Bretagne Handball) - site internet
- La chaîne YouTube Les Neptunes de Nantes (a diffusé 2 matchs à domicile des Neptunes de Nantes)

### Replays des matchs diffusés (TV et internet)
| Jour          | Date     | Matchs                             | Liens                              | Liens alternatifs |
| ------------- | -------- | ---------------------------------- | ---------------------------------- | ----------------- |
| J1            | 08/09/21 | Bourg-de-Péage vs Brest            | Mistral TV                         | MyChainTV         |
| J1            | 08/09/21 | Metz vs Besançon                   | MyChainTV                          |                   |
| J1            | 08/09/21 | Paris 92 vs Chambray               | Sport en France                    | MyChainTV         |
| J2            | 15/09/21 | Brest vs Mérignac                  | Tébéo                              | MyChainTV         |
| J2            | 15/09/21 | Chambray vs Metz                   | Sport en France                    | MyChainTV         |
| J3            | 25/09/21 | Bourg-de-Péage vs Dijon            | Mistral TV                         | MyChainTV         |
| J4            | 02/10/21 | Brest vs Fleury                    | Tébéo                              | MyChainTV         |
| J4            | 02/10/21 | Nantes vs Bourg-de-Péage           | Sport en France                    | MyChainTV         |
| J5            | 20/10/21 | Bourg-de-Péage vs Besançon         | Mistral TV                         |                   |
| J5            | 20/10/21 | Metz vs Mérignac                   | Moselle TV                         | MyChainTV         |
| J5            | 20/10/21 | Paris 92 vs Celles-sur-Belle       | YouTube                            |                   |
| J6            | 27/10/21 | Metz vs Paris 92                   | Sport en France                    | MyChainTV         |
| J6            | 30/10/21 | Bourg-de-Péage vs Fleury           | Mistral TV                         |                   |
| J7            | 03/11/21 | Brest vs Besançon                  | Sport en France                    | MyChainTV         |
| J7            | 03/11/21 | Paris 92 vs Nice                   | YouTube                            |                   |
| J8            | 06/11/21 | Brest vs Dijon                     | Tébéo                              | MyChainTV         |
| J8            | 07/11/21 | Fleury vs Chambray                 | MyChainTV                          | MyChainTV         |
| J9            | 10/11/21 | Metz vs Brest                      | Sport en France                    | MyChainTV / FR3   |
| J9            | 17/11/21 | Paris vs Mérignac                  | YouTube                            |                   |
| J10           | 05/01/22 | Brest vs Chambray                  | Tébéo                              | MyChainTV         |
| J10           | 29/01/22 | Bourg-de-Péage vs Paris 92         | Mistral TV                         |                   |
| J11           | 12/01/22 | Metz vs Bourg-de-Péage             | Moselle TV                         | MyChainTV         |
| J11           | 12/01/22 | Paris 92 vs Brest                  | Sport en France                    | MyChainTV         |
| J12           | 19/01/22 | Bourg-de-Péage vs Mérignac         | Mistral TV                         |                   |
| J12           | 09/03/22 | Brest vs Nice                      | Tébéo                              |                   |
| J13           | 26/01/22 | Nantes vs Brest                    | Sport en France                    | MyChainTV         |
| J14           | 02/02/22 | Besançon vs Metz                   | Sport en France                    | MyChainTV         |
| J14           | 02/02/22 | Bourg-de-Péage vs Nantes           | Mistral TV                         |                   |
| J14           | 02/02/22 | Brest vs Plan-de-Cuques            | Tébéo                              |                   |
| J15           | 09/02/22 | Nantes vs Besançon                 | YouTube                            |                   |
| J15           | 09/02/22 | Toulon vs Dijon                    | Sport en France                    | MyChainTV         |
| J16           | 16/02/22 | Bourg-de-Péage vs Metz             | Sport en France                    | MyChainTV         |
| J16           | 16/02/22 | Brest vs Celles-sur-Belle          | Tébéo                              | MyChainTV         |
| J17           | 27/02/22 | Metz vs Celles-sur-Belle           | Moselle TV                         | MyChainTV         |
| J18           | 12/03/22 | Metz vs Chambray                   | Moselle TV                         |                   |
| J18           | 12/03/22 | Brest vs Bourg-de-Péage            | Tébéo                              | MyChainTV         |
| J18           | 12/03/22 | Besançon vs Mérignac               | Sport en France                    | MyChainTV         |
| J19           | 18/03/22 | Dijon vs Brest                     | MyChainTV (diffusé mais aucun VOD) |                   |
| J19           | 19/03/22 | Bourg-de-Péage vs Plan-de-Cuques   | Mistral TV                         |                   |
| J19           | 20/03/22 | Mérignac vs Metz                   | France 3                           |                   |
| J19           | 20/03/22 | Nantes vs Paris 92                 | Sport en France                    | MyChainTV         |
| J20           | 06/04/22 | Metz vs Fleury                     | Moselle TV                         | MyChainTV         |
| J20           | 06/04/22 | Brest vs Toulon                    | Tébéo                              | MyChainTV         |
| J21           | 09/04/22 | Bourg-de-Péage vs Celles-sur-Belle | Mistral TV                         |                   |
| J22           | 16/04/22 | Besançon vs Dijon                  | Sport en France                    | MyChainTV         |
| J22           | 16/04/22 | Brest vs Nantes                    | Tébéo                              | MyChainTV         |
| J22           | 16/04/22 | Metz vs Toulon                     | Moselle TV                         | MyChainTV         |
| J23           | 30/03/22 | Bourg-de-Péage vs Nice             | Mistral TV                         |                   |
| J23           | 11/05/22 | Brest vs Metz                      | Sport en France                    | MyChainTV         |
| J24           | 06/05/22 | Dijon vs Metz                      | MyChainTV (diffusé mais aucun VOD) |                   |
| J24           | 08/05/22 | Nantes vs Chambray                 | Sport en France                    | MyChainTV         |
| J25           | 18/05/22 | Brest vs Paris 92                  | Tébéo                              | MyChainTV         |
| J25           | 18/05/22 | Celles-sur-Belle vs Nice           | Sport en France                    | MyChainTV         |
| J25           | 18/05/22 | Metz vs Nantes                     | Moselle TV                         |                   |
| J26           | 21/05/22 | Bourg-de-Péage vs Chambray         | Mistral TV                         |                   |
| J26           | 21/05/22 | Paris 92 vs Metz                   | Sport en France                    | MyChainTV         |
| Finale aller  | 26/05/22 | Brest vs Metz                      | Sport en France                    | MyChainTV         |
| Finale retour | 29/05/22 | Metz vs Brest                      | Sport en France                    | MyChainTV / FR3   |

### Nombre de matchs de championnat diffusés
- Nombre de match de Dijon diffusé à vérifier - les replays n'ont pas l'air d'être automatiquement sauvegardés
- 58 matchs diffusés au total (56 matchs pendant la saison régulières)
  - 20 matchs produits par Sport en France, commandés par la LFH
  - 11 matchs diffusés par Tébéo (pour Brest Bretagne Handball)
  - 11 matchs diffusés par Mistral TV (pour Bourg-de-Péage DHB)
  - 7 matchs diffusés par Moselle TV (pour Metz Handball)
  - 3 matchs de Paris 92 (diffusés sur leur propre chaine YouTube)
  - 1 match de Nantes (diffusé sur leur propre chaine YouTube)

Voici la liste des équipes ayant été diffusées à la TV et/ou sur internet lors de la saison 2021-2022.
| Équipe | Équipe             | Total | SR | Finale | Dom. | Ext. |
| ------ | ------------------ | ----- | -- | ------ | ---- | ---- |
| 1      | Brest Bretagne     | 20    | 18 | 2      | 14   | 6    |
| 2      | Metz Handball      | 19    | 17 | 2      | 11   | 8    |
| 3      | Bourg-de-Péage     | 15    | 15 | -      | 12   | 3    |
| 4      | Paris 92           | 10    | 10 | -      | 6    | 4    |
| 5      | Neptunes de Nantes | 8     | 8  | -      | 5    | 3    |
| 6      | Chambray Touraine  | 7     | 7  | -      | 1    | 6    |
| 6      | ES Besançon        | 7     | 7  | -      | 4    | 3    |
| 8      | JDA Dijon          | 6     | 6  | -      | 2    | 4    |
| 8      | Mérignac Handball  | 6     | 6  | -      | 1    | 5    |
| 10     | Celles-sur-Belle   | 5     | 5  | -      | 1    | 4    |
| 11     | Fleury Loiret      | 4     | 4  | -      | 2    | 2    |
| 11     | OGC Nice           | 4     | 4  | -      | 0    | 3    |
| 13     | Toulon MVHB        | 3     | 3  | -      | 1    | 2    |
| 14     | Plan-de-Cuques     | 2     | 2  | -      | 0    | 2    |
| Total  | Total              | 58    | 56 | 2      |      |      |